# 丰姓
豐姓，是中国的一个姓氏。收錄在《百家姓》中。

## 起源
- 源一。

源于高辛氏，出自上古时期帝喾臣子酆侯且，属于以先祖名字为氏。帝喾高辛氏，名姬俊，又名高阳氏，号亡斤，公元前2315～前2213年待考，是轩辕黄帝的曾孙，少昊金天氏的孙子，在位七十年。青铜铭文记载：“黄帝初祖在虞，虞帝始祖在辛，高辛元年，岁在大梁。”
高辛氏执政时期，属下有臣子叫酆侯且，在其后裔子孙中，有以先祖名字为姓氏者，称酆氏，在后来的文字简化过程中，“酆”字被简化为“丰”字，该支酆氏族人多有顺势简改为丰氏者，世代相传。
- 源二

源于姜姓，出远古时期帝喾之妃陈酆，属于以先祖名字为氏。陈酆，亦称陈锋，她是远古时期帝喾的妃子，后世的尧帝就是她所生的。这在史籍《前汉·古今人表》中有记载：“陈酆，帝喾妃，生尧。师古曰：即陈酆也。”
在帝喾的支庶子孙中以及陈酆的族人中，有以先祖母的名字为姓氏者，称陈酆氏、陈锋氏，再后有省文分衍为单姓酆氏、陈氏者；在后来的文字简化过程中，“酆”字被简化为“丰”字，该支丰氏族人多有顺势简改为丰氏者，世代相传。
- 源三

源于姜姓，出自殷商时期古逢国君主酆伯，属于以先祖名号为氏。商王朝时期，在胶东半岛有一个姜姓诸侯国，叫逢国。
据史籍《左传》、典籍《国语》的记载，东夷姜姓逢国之君，称酆伯，亦称逢伯，为殷、周之际的姜姓诸侯，世居齐地，故址在今山东省益都县的西北部。到了周成王姬诵继位之后，其叔父管叔、蔡叔联合了武庚禄父、东夷之国、殷商遗民等发动叛乱，持续了三年之久方被周公旦所剿灭。由于逢国在当时也参与了叛乱，因此国君酆伯被废黜了爵位。酆伯被废黜，其逢国亦因此被废除而消亡，地归齐国。逢国灭亡之后，其王族后裔以及国民中有以国君名号为姓氏者，称酆氏；在后来的文字简化过程中，“酆”字被简化为“丰”字，该支丰氏族人多有顺势简改为丰氏者，世代相传。
- 源四

姬姓，周文王姬昌第十七子姬子于的后人以封邑名称为氏。
- 源五

源于地名，出自古代丰水流域，属于以居邑名称为氏。在典籍《诗·大雅》中记载：“丰水东注。”丰水，是古代对中国北方一条河流的称谓，源出今陕西省咸阳市南部秦岭山脉的鄠南山丰谷，向北流注入渭水，实际上是渭河的一条支流。这在史籍《后汉书·郡国志·注》中有更详细的记载：“丰水出鄠南山丰谷，北入于渭，通作沣。”商王朝末期，周文王姬昌将西伯侯都城迁到沣水西岸的丰邑（今陕西长安西南部），其地后来成为宗周的重要地域组成部分，最后以沣水流域为根据地，孕育并使姬姓周族发展壮大，最终灭了殷商王朝。
在沣水流域之丰邑的周族人中，很早即有以居邑名称为姓氏者，称沣氏，后简为丰氏相传。
- 源六

源于姬姓，出自西周初期周文王第十七子的封地，属于以国名为氏。
在中华人民共和国成立后进行的文字简化过程中，“酆”字被简化为“丰”字，该系酆氏族人多有顺势简改为丰氏者，世代相传，史称酆氏正宗。而该系酆氏族人也有误简为丰氏者。
- 源七

出自西周初期姞姓酆国。
关于这个酆国，著名的虢国墓地发掘主持人姜涛认为，她在历史上确实存在，并以“室叔簋”铭文为证：“室叔作酆姞旅簋”。这件“室叔簋”是室叔为其妻子所铸造的青铜器，其妻为酆国人，该酆国为姞姓，故称“酆姞”。
姞姓酆国的国君在历史上多在周王朝为卿，因此“酆白簠”很可能就是该酆国君主为媵兽国之女孟姞所制作之器。
在该酆国的王族子孙以及国民中，多有以故国名为姓氏者，称酆氏；在后来的文字简化过程中，“丰”字被简化为“丰”字，该系丰氏族人多有顺势简改为丰氏者，世代相传。
- 源八

源于姬姓，出自春秋时期郑国公族后裔公子酆，属于以先祖名字为氏。春秋时期的郑穆公姬兰有个儿子叫公子酆，他在郑釐公姬恽（姬髡顽）执政时期出任郑国上大夫。到了公子酆的孙子一辈，叫酆施、酆卷，实际上就是以先祖的名字为姓氏，后代皆称酆氏，亦史称酆氏正宗；在后来的文字简化过程中，“酆”字被简化为“丰”字，该系丰氏族人多有顺势简改为丰氏者，世代相传。有许多丰氏族人皆尊奉郑穆公姬兰为得姓始祖。
- 源九

源于姬姓，出自春秋时期郑国公族后裔公子偃，属于以先祖名字为氏。在史籍《潜夫论》中记载：“有酆将氏。”汉朝学者王符在《潜夫论·志氏姓》中记载：“穆公之子，各以其字为姓，有酆将氏。”据史籍《左传》记载：“郑穆公子偃子游，其后为游氏。”公子偃，字子游，也是郑穆公姬兰的一个儿子。在春秋时期，“游”与“将”二字通假，因此公子偃又称子将。
- 源十

源于姬姓，出自春秋时期戎狄族酆国，属于以国名为氏。在春秋战国的历史上，有酆国国君称作“丰王”，就是姬姓戎狄族人王者的称谓，在出土的西周时期兵器“酆王斧”上的铭文就为“酆王”。据史籍《史纪·秦本纪》中的记载：“襄公元年，以女弟缪嬴为酆王妻。”详细记述了在西周晚期，戎狄族占据了周人的发源地“岐、酆之地”，故而戎狄之君主将自己在该地区建立的国家称为“酆国”，而戎狄之王即自称“酆王”。因此，此酆国地望应与秦国、晋国临近，即今陕西省的关中地区。戎狄酆国，在诸夏正史中没有什么详实的记录，但在周幽王姬宫湦五年（秦襄公嬴开元年，公元前777年），秦襄公将自己的妹妹缪嬴嫁给戎狄酆国的君主“酆王”为夫人，则是有很明确的历史记载的。
- 源十一

源于蒙古族，属于汉化改姓为氏。据史籍《清朝通志·氏族略·蒙古八旗姓》记载：
蒙古族巴岳特氏，亦称巴乐特氏，源出元朝时期蒙古七十二姓伯要歹氏部落，以地为氏，世居阿巴噶（今内蒙古锡林郭勒阿巴噶镇）、巴岳特（今山西天镇、阳高边外地区）、西拉木兰（今河北承德围场）等地，后有满族引为姓氏者，满语为Bayot Hala。清朝中叶以后，蒙古族、满族巴岳特氏多冠汉姓为酆氏、巴氏、白氏、陈氏、联氏、高氏、包氏、罗氏等。
- 源十二

源于满族，属于汉化改姓为氏。据史籍《清朝通志·氏族略·满洲八旗姓》、《黑龙江志稿·人物志》等记载：
⑴.满族乌扎喇氏，满语为Ujara Hala，亦称兀札喇氏、吴扎拉氏，是满族中的著姓，人口众多，世居乌喇（今吉林永吉）、萨哈尔察（今黑龙江北岸俄罗斯境布列亚河流域）、哈达（今辽宁西丰小清河流域）、辉发（今吉林柳河、辉发河以及沙河下游，桦甸、辉南一带）、叶赫（今吉林梨树）、白石（今黑龙江牡丹江镜泊湖）、萨尔和（撒尔忽卫，今俄罗斯共青城南部）、瓦丹（今黑龙江牡丹江宁安）、庙噶山（今黑龙江汤原，一说在今俄罗斯黑龙江口庙街）、黑龙江沿岸等地。后有蒙古族、锡伯族引为姓氏者，其中蒙古族乌扎喇氏世居察哈尔（今河北张家口一带，包括河北、内蒙乌兰察布盟、锡林郭勒盟一部、山西部分地区），锡伯族乌扎喇氏世居黑龙江北岸。清朝中叶以后所冠汉姓多为吴氏、乌氏、武氏、酆氏等。该支酆氏始祖为乌扎喇·酆绅，满洲正白旗人，原在吉林驻防，呀初从征大明，之后镇守扬州，以战功出任协领，累官至正白旗副都统，后历任宁夏、黑龙江、绥远城、江宁等地将军，在乌扎喇·酆绅的后裔子孙中，大多为吴氏，亦有一支酆氏，是以先祖名字首音谐音汉字为姓氏者，世代相传。
⑵.满族酆佳氏，满语为Fenggiya Hala，祖先原为汉族，东汉末期被辽东鲜卑乌桓部虏携，逐渐融入鲜卑族，后演化为辽东女真，世居玛克丹（今长白山玛克丹），所冠汉姓即为丰氏。
- 源十三

源于达斡尔族，属于汉化改姓为氏。达斡尔族郭贝尔氏，亦称郭布尔氏、郭博勒氏，满语为Gobeir Hala，以地为氏，世居郭博勒阿彦（今俄罗斯结雅河支流托木河口北岸卡赞卡村一带），后改汉姓为郭氏、酆氏等。该支酆氏鼻祖为满清光绪年间的满洲正白旗副都统郭贝尔·酆伸阿，在甲午战争时期与日寇对阵中屡战屡败，后来甚至望风而逃，在郭贝尔·酆伸阿的后裔子孙中，是以先祖名字首音谐音汉字为姓氏者，称酆氏，世代相传。
- 源十四

源于其他少数民族，属于汉化改姓为氏。今瑶族、苗族、傣族、土家族、布依族、彝族、黎族、佤族等少数民族中，均有酆氏族人分布。其来源大多是在唐、宋、元、明、清时期中央政府推行的羁糜政策及改土归流运动中，流改为汉姓丰氏，世代相传。

## 郡望
- 松阳郡，今浙江松阳县西。
- 京兆郡，陕西省西安市地区的古代行政区划之一，今西安市市区。

## 堂号
京兆堂：以望立堂。
松阳堂：以望立堂。
尚义堂：宋朝时候，酆有俊先后为扬州府和镇江两处的知府。他勤政爱家，最讲义气。他朋友的女儿被人拐卖到青楼。有俊花重金赎回，给她选了一个最好的读书人为婚，还打发她出了嫁，一直把她当自己的女儿看待。京都尹王佐非常佩服他这种义气。

## 分布
主要分布在今山东省，安徽省，浙江省等地，其他地区亦有少量分布。
丰氏是一个典型的多民族、多姓源的姓氏，人口总数在中国的大陆和台湾省均未列入百家姓前三百位，在宋版《百家姓》中排序为第三百九十二位门阀。丰姓是当今较为少见的姓氏，人数不多，分布很广，津之武清，静海，河北之青县黄骅尚义、景县，邢台南宫，山东之曲阜、商河、平邑、平度、龙口、文登、昌乐、鱼台，内蒙古之乌海，广西之田林，云南之陇川、河口，四川之合川，安徽，上海，湖北省浠水县等地均有此姓，河南之罗山县。
今河北省的邢台南宫市，天津市的静海县、武清县，河北省的尚义县、景县、沧州市、大城县北魏乡位吉村、邯郸市、邢台市，河南省的信阳市、开封市、新乡市延津县、商丘市、南阳市新野县、郑州市，安徽省的黄山市祁门县、阜南县、太和县、亳州市、淮北市、六安市、桐城市、合肥市，山东省的商河县、平邑县、平度县、龙口市、昌乐市、鱼台市、费县、曹县、曲阜市、聊城市、日照市、烟台市、威海市、胶州市、临清市、临沂市，内蒙古自治区的乌海市，江西省的婺源县、瑞昌市常丰县、丰城市、井岗山市、上饶市、南昌市，江苏省的丹阳市、南京市、苏州市、镇江市、扬州市，浙江省的金华市汤溪镇、丽水市遂昌县、金华市兰溪县，陕西省的咸阳市礼泉县、户县、西安市，广西壮族自治区的田林县，云南省的陇川县、河口市，辽宁省的北票市，上海市，北京市，山西省的朔州市山阴县、应县、临汾市浮山县，湖南省的长沙市、常德市、永兴县、汨罗县，湖北省的黄冈市团风县、武汉市、监利县、汉川市、襄樊市，重庆市的渝中区，四川省的合川县等地，均有丰氏族人分布。

## 外部連結
[在维基数据编辑]
 《百家姓》
 《欽定古今圖書集成·明倫彙編·氏族典·豐姓部》，出自陈梦雷《古今圖書集成》